# Neivamyrmex erichsonii
Neivamyrmex erichsonii é uma espécie de formiga do gênero Neivamyrmex.